# Klug Lipót

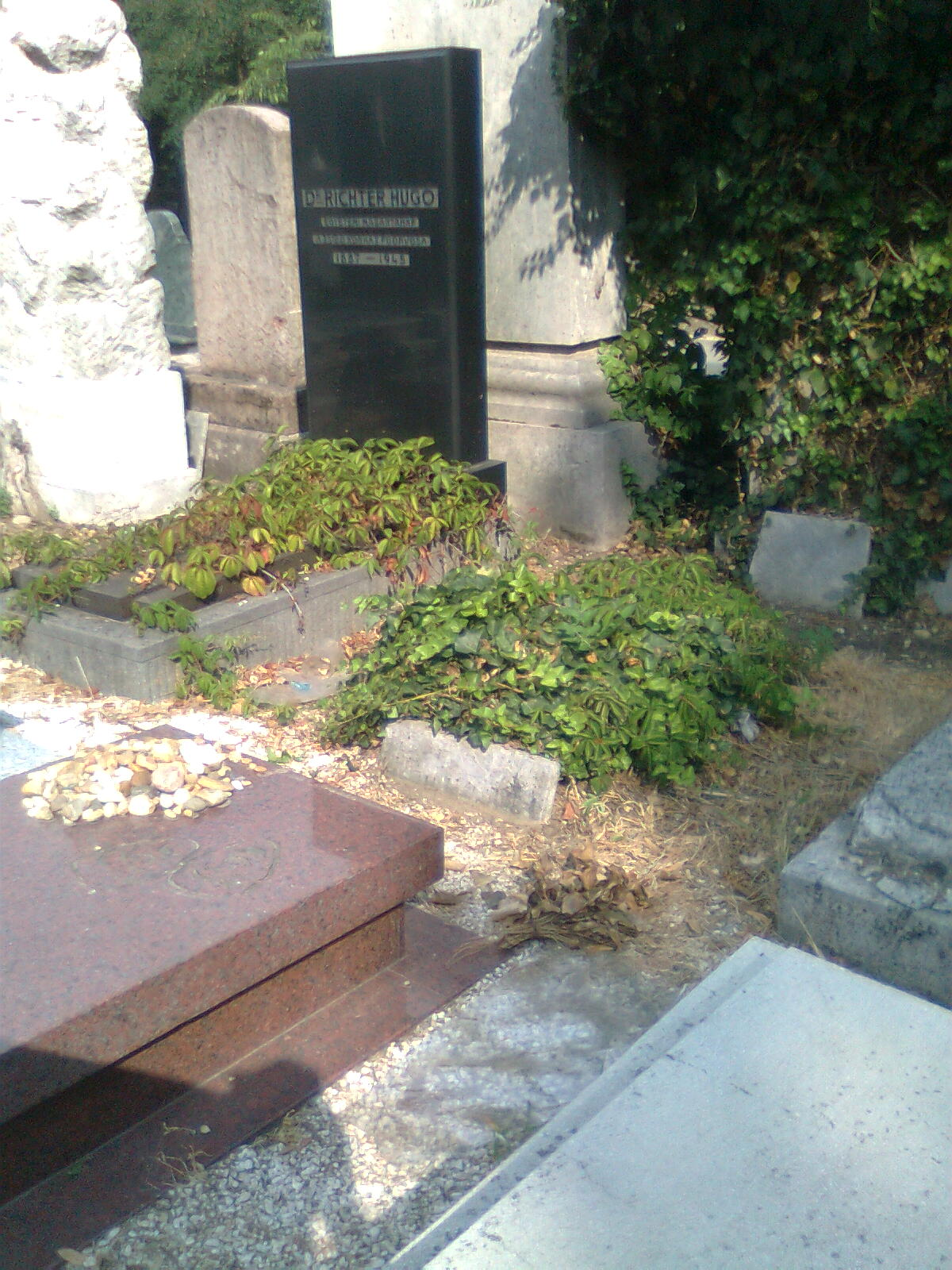
Elhanyagolt sírja a budapesti Kozma utcai izraelita temetőben Kiskabos sírja mögött. A földbe süllyedt kis kőtáblán alig látható a neve.

Klug Lipót (Gyöngyös, 1854. január 22. – Budapest, 1945. március 24.) matematikus, egyetemi tanár.

## Életpályája
Klug Miksa és Neufeld Johanna gyermekeként született. A műegyetem (1870–72), majd a tanárképző (1872–74) hallgatója. 1874-ben ábrázoló geometriai és matematikai tanári oklevelet szerzett. 1893-ig Pozsonyban tanított, majd a budapesti II. kerületi főreáliskolához került. 1882-ben megszerezte a doktori címet. 1897-től az ábrázoló geometria tanára a kolozsvári egyetemen. Ezt a tanszéket  Klug számára hozták létre, és az 1917-es nyugdíjazásáig működött. Takarékossági okokból állását már csak a Szegedre menekült egyetemen töltik be újra.
Teller Ede világhírű fizikusnak tizenéves korában alkalma volt találkozni Klug Lipóttal, és azt írta róla, hogy életében ő volt az első felnőtt, aki szerette azt, amit csinált, mert  a körülötte élők mindannyian nyűgnek érezték a munkát.
Klug Lipót egy évi nyugdíjából alapítványt hozott létre a tehetséges fiatal matematikusok támogatására, amelyet azonban csak 1943-ban adtak át. Nyertesei Zigány Ferenc és Fejes Tóth László. Tízezer pengőt adományozott egykori egyeteme, a kolozsvári Ferenc József Tudományegyetem matematikai és természettudományi karának, hogy a tehetséges diákokat anyagilag támogassák.
Tévesnek bizonyultak azok a feltevések, hogy 1944 őszén, a zűrzavaros időkben véglegesen eltűnt volna. Az életrajzokban mindenütt ez szerepel. De 1945 januárjában előkerült a bujdosásból, és márciusban halt meg 91 évesen, a budapesti Kozma utcai zsidó temetőben nyugszik (5B parcella 10. sor 13. sír).
Házastársa Guttmann Sarolta (1857–1941) volt, Guttmann Lipót és Brasch Mária lánya, akivel 1878. januárjában Gyöngyösön kötött házasságot.

## Munkássága
Kutatási területe: az ábrázoló és szintetikus projektív geometria. Ebben a témában az egyik legnagyobb hatású és legtermékenyebb magyar matematikus volt.

### Könyvei
- Projektiv geometria, Az MTA anyagi támogatásával, Lampel Robert (Wodianer F. és fiai), Budapest, 1903.
- A projektiv geometria elemei (Synthetikai-geometriai módszerrel), Az MTA segélyezésével,  Franlkin-Társulat, 1892.
- Az általános és négy különös Pascal-hatszög configuratiója, Ajtai K. Albert, Könyvnyomdája, Kolozsvár, 1898.
- Ábrázoló geometria, A reáliskolák VI., VII. és VIII. osztálya számára a legújabb tantervnek megfelelően,  Lampel Robert (Wodianer F. és fiai), Budapest, 1900.
- Az egyszerű görbe felületek ábrázolása, Kolozsvár, 1909–10. (kézírásos, sokszorosított egyetemi jegyzet)

### Egyéb művei
- Perspectiv helyzetű alakzatokról, Budapest, 1882.